# El monte de las brujas
El monte de las brujas es una película de terror española de 1972 dirigida y coescrita por Raúl Artigot. Fue protagonizada por Patty Shepard, Cihangir Gaffari, Guillermo Bredeston, Mónica Randall y Soledad Silveyra. La película no pudo ser exhibida en los cines de España debido a la censura, por lo que vio su estreno en los Estados Unidos.

## Sinopsis
Una pareja de periodistas se adentra en los bosques del norte de España, prácticamente deshabitados e inhóspitos. Los escasos lugareños son personajes extraños y supersticiosos. Lo que inicialmente era una simple reportaje fotográfico, termina convirtiéndose en una experiencia sobrenatural donde las brujas son las protagonistas.

## Reparto
- Patty Shepard es Delia
- Cihangir Gaffari es Mario
- Mónica Randall es Carla
- Víctor Israel es Posadero
- Ana Farra